# Reserva natural de Baikal-Lena
La Reserva Natural de Baikal-Lena (en ruso: Байкало-Ленский заповедник) (también lago Baikal o Baykal-Lensky o Baykal-Lena) es un "zapovednik" ruso (reserva natural estricta) que se encuentra en la costa noroeste del lago Baikal en el sur de Siberia. Protege tanto la orilla del lago como la fuente del río Lena. La reserva se extiende a lo largo de la costa occidental del lago Baikal durante aproximadamente 120 km, con un ancho promedio de 65 km. La reserva está situada en el distrito de Kachugsky del óblast de Irkutsk. Desde diciembre de 1996, la Reserva de Baikal-Lena (combinada con las reservas de Barguzin y Baikal) está incluida en la lista de sitios del Patrimonio Mundial Cultural y Natural, y Patrimonio de la Humanidad con el parque nacional Pribaikalsky. La Reserva Baikal-Lena se gestiona conjuntamente con el parque nacional Pribaikalsky, que se encuentra inmediatamente al sur, protegiendo así un litoral continuo de 580 km en el lago Baikal.

## Topografía

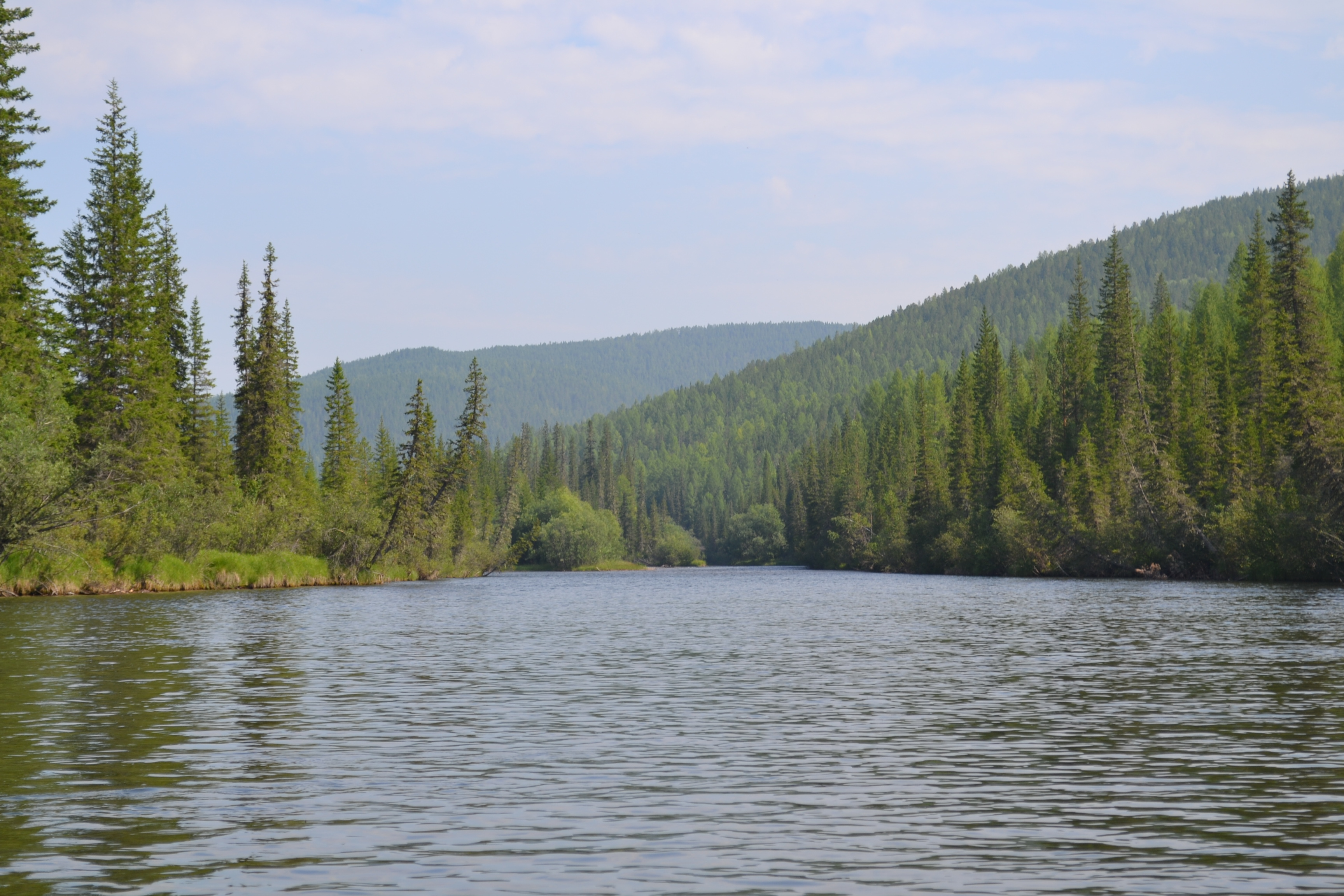
Río Kena en el zapovednik Baikal-Lena

La Reserva Baikal-Lena tiene tres sectores: la costa ("La orilla de los osos pardos"), el río Lena Superior y el sector Kirengsky. Debido a su posición en la orilla del lago con una cadena montañosa al oeste que la protege de los vientos predominantes, la reserva Baikal-Lena es la más seca del lago. El río Lena se origina en la reserva, discurriendo durante 250 km dentro de sus fronteras. Los ríos en la ladera este de las montañas Baikal son cortos y poco profundos, y en ocasiones su caudal es insuficiente para llegar al lago y el agua se filtra en el suelo.

## Clima y ecorregión
La Reserva de Baikal-Lena se encuentra en la ecorregión de la taiga de Siberia Oriental. Entre el río Yenisei y el río Lena. Su límite norte alcanza el círculo polar ártico, y su límite sur alcanza los 52 ° N de latitud. La formación dominante de la vegetación es una taiga de coníferas con lárice de Gmelin formando el dosel en áreas con poca cubierta de nieve. Esta ecorregión es rica en minerales.
El clima de Baikal-Lena es continental húmedo, con un verano fresco (clasificación climática de Köppen (Dfc)). Este clima se caracteriza por inviernos largos y fríos, y veranos cortos y frescos. Durante el mes más cálido en Baikal-Lena, agosto, la temperatura promedio es + 14 C; en enero, el promedio es -18 C. La precipitación oscila entre 250 mm por año en la costa y 1000 mm en las cimas de las montañas. Las neblinas son frecuentes en la primera mitad del verano.

## Flora y fauna
El 86 % de la Reserva está cubierta de bosques, con características de taiga. El territorio tiene 6 especies de coníferas (incluyendo lárice siberiano, pino, pino siberiano, abeto siberiano, abeto) y 5 especies de madera dura (incluyendo abedul blanco, sauce, álamo temblón y álamo). Hay pantanos y marismas en las llanuras aluviales de los ríos de las tierras bajas. Hay 58 especies de mamíferos en la reserva. Los depredadores comunes son la marta cibelina, el armiño, la comadreja, la nutria y el glotón.

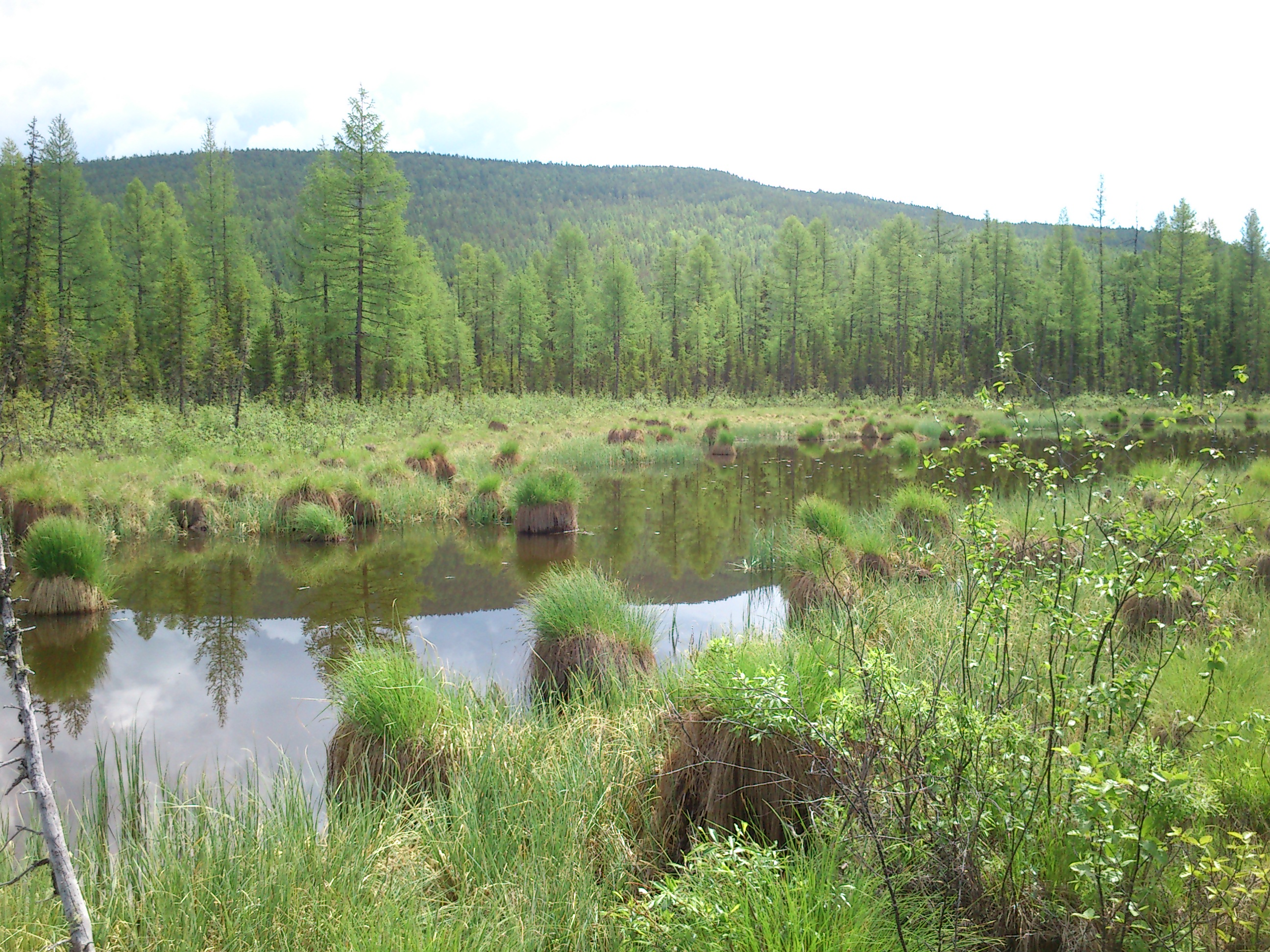
Ciénaga en Baikal-Lena

## Ecoturismo
Como reserva natural estricta, la Reserva de Baikal-Lena está cerrada al público en general, aunque los científicos y los grupos con fines de "educación ambiental" pueden visitarla. Sin embargo, hay tres rutas ecoturísticas en la reserva que están abiertas al público, pero los permisos por escrito deben obtenerse con anticipación en las oficinas principales de las reservas en Irkutsk. Los límites de la reserva no se extienden a las aguas del lago, por lo que es posible realizar recorridos por el agua a lo largo de la costa. La reserva también permite viajes en grupo de rafting en el río Lena previa solicitud y aprobación por escrito.